# Liste der EU-Vogelschutzgebiete in Oberfranken
Die Liste der EU-Vogelschutzgebiete in Oberfranken zeigt die Europäischen Vogelschutzgebiete (englisch Special Protection Area, SPA) im bayerischen Regierungsbezirk Oberfranken. Sie sind Bestandteil des europäischen Schutzgebietsnetzes Natura 2000.
Teilweise überschneiden sie sich mit bestehenden FFH-, Natur- und Landschaftsschutzgebieten.
In Oberfranken gibt es neun EU-Vogelschutzgebiete. (Stand Februar 2016)
| Name                                                  | Bild | Kennung                     | Einzelheiten | Position | Fläche Hektar | Datum |
| ----------------------------------------------------- | ---- | --------------------------- | --- | -------- | ------------- | ----- |
| Aischgrund                                            |      | DE-6331-471 WDPA: 555537763 | | ⊙        | 1.898,12      |       |
| Felsen- und Hangwälder im nördlichen Frankenjura      |      | DE-5933-471 WDPA: 555537717 | | ⊙        | 5.267,41      |       |
| Felsen- und Hangwälder in der Fränkischen Schweiz     |      | DE-6233-471 WDPA: 555537751 | Steile Täler entlang eines weit verzweigten, mäandrierenden Fließgewässersystems in der Fränkischen Schweiz, mit Felsen und alten Laubwäldern, kleinräumigen Wechseln von Gehölzen und Hecken, Magerrasen. | ⊙        | 6.929,61      |       |
| Itz-, Rodach- und Baunachaue                          |      | DE-5831-471 WDPA: 555537705 | | ⊙        | 3.718,86      |       |
| Markwald bei Baiersdorf                               |      | DE-6331-472 WDPA: 555521469 | | ⊙        | 2.851,98      |       |
| Oberer Steigerwald                                    |      | DE-6029-471 WDPA: 555537734 | | ⊙        | 15.559,76     |       |
| Regnitz- und Unteres Wiesenttal                       |      | DE-6332-471 WDPA: 555537765 | | ⊙        | 1.633,89      |       |
| Schneeberggebiet und Goldkronacher/Sophientaler Forst |      | DE-5937-471 WDPA: 555537718 | | ⊙        | 3.408,02      |       |
| Täler von Oberem Main, Unterer Rodach und Steinach    |      | DE-5931-471 WDPA: 555537716 | | ⊙        | 3.216,89      |       |
| Legende für Vogelschutzgebiet                         |      |                             | |          |               |       |